# Kvarnetjärnet (Bäcke socken, Dalsland, 652426-129271)
Kvarnetjärnet är en sjö i Bengtsfors kommun i Dalsland och ingår i Göta älvs huvudavrinningsområde.